# Airbus A330 MRTT
Airbus A330 Multi Role Tanker Transport (MRTT) je dvomotorni leteči tanker/transportno letalo, ki je zasnovan na podlagi potniškega Airbus A330. Naročile so ga Kraljeve letalske sile (RAF), Kraljeve avstralske letalske sile (RAAF), Kraljeve savdske letalske sile, Singapurske letalske sile in letalske sile Združenih emiratov. Na ameriškem razpisu za nov tanker so predlagali malce spremenjeno verzijo EADS/Northrop Grumman KC-45, ki pa ni bila izbrana.
A330 MRTT je zasnovan na verziji A330-200. Obstaja več načinov prečrpavanja goriva, možna je tudi kombinacija:
- Airbus Military Aerial Refuelling Boom System (ARBS) - teleskopski način, tak način po navadi uporabljajo Američani
- Cobham 905E "probe" način
- Cobham 805E Fuselage Refuelling Unit (FRU) "probe" način
- Universal Aerial Refuelling Receptacle System Installation (UARRSI)

Največja kapaciteta goriva brez dodatnih rezervoarjev je 111.000 kg (245.000 lb), kar omogoča prevoz 45.000 kg (99.000 lb) dodatnega (negorivnega) tovora. V kabini lahko prevaža največ 380 potnikov ali pa 130 medicinskih nosil. 

## Specifikacije
- Posadka: 3: 2 pilota in 1 AAR operater
- Kapaciteta: 291 (največ 380) potnikov in 10 palet
- Dolžina: 58,80 m (193 ft)
- Razpon kril: 60,3 m (198 ft)
- Višina: 17,4 m (57 ft)
- Površina kril: 362 m2 (3900 ft2)
- Prazna teža: 125000 kg (275600 lb)
- Tovor: 45000 kg negorivenga tovora
- Maks. vzletna teža: 233000 kg (514000 lb)
- Motor: 2× Rolls-Royce Trent 772B ali General Electric CF6-80E1A4 ali Pratt & Whitney PW 4170, turbofan, potisk 320 kN (72000 lbf) 320 kN vsak
- Kapaciteta goriva: največ 111000 kg (245000 lb), oziroma 65000 kg (143000 lb) na razdalji 1000 nmi (1852 km) in dvema urama na poziciji

- Maks. hitrost: 880 km/h (475 vozlov, 547 mph)
- Potovalna hitrost: 860 km/h (464 vozlov, 534 mph)
- Dolet: 14800 km (8000 nmi, 9200 mi)
- Višina leta (servisna): 13000 m (42700 ft)